# Масуала (национальный парк)
«Масуала» (фр. Parc national de Masoala) — национальный парк Мадагаскара.  Находится на северо-востоке острова, является самым большим заповедником в регионе. Созданный в 1997 году парк охватывает 2300 квадратных километров сельвы и 100 квадратных километров морского парка. Полуостров Масуала исключительно разнообразен из-за своего огромного размера и разнообразия окружающей среды. В целом в парке находятся сельва, прибрежные леса, болота и мангры. В трех морских парках находятся коралловые рифы, богатые морской жизнью.

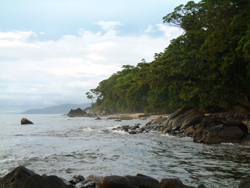
Прибрежный лес Национального парка Масуала

Масуала предоставляет отличные возможности познакомиться с уникальной флорой и фауной Мадагаскара. Здесь живут 10 видов лемуров, включая яркого рыжего вари, который является эндемиком полуострова. Заповедник на острове Нуси-Мангабе в бухте Антунгила — одно из лучших мест Мадагаскара, чтобы попытаться увидеть мельком неуловимого ночного ай-ай.
Масуала дает приют многим необычным видам, таким как мадагаскарский дневной геккон, плоскохвостым мадагаскарским гекконам, хамелеонам всех размеров, впечатляющей птице такой как шлемоносная ванга (Euryceros prevostii), и редким видам, таким как мадагаскарская сипуха и лягушка-помидор (Dyscophus antongilii). Масуала также является домом для впечатляющей урании мадагаскарской. Мадагаскарский змееяд (Eutriorchis astur), который был недавно заново открыт здесь, имеет популяцию только в этой части северо-востока Мадагаскара.
Три морских парка, включенных в национальный парк Масуала, — Тампулу на западе, Амбудилаитри на юге, Ифаху на востоке. Они входят в число одних из самых интересных морских территорий на Мадагаскаре и представляют собой превосходное место для гребли на каяках и дайвинга.
Каждый год с июля до начала сентября сотни горбатых китов приплывают в бухту Антунгила во время миграций. Теплые воды бухты формируют идеальные условия для рождения этих величественных морских млекопитающих.

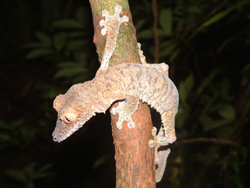
Мадагаскарский плоскохвостый геккон (Uroplatus fimbriatus), один из экстраординарных рептилий-эндемиков Мадагаскара

В парк можно попасть из городов Маруанцетра или Анталаха. Из Маруанцетра можно добраться на моторной лодке. Из Анталаха в парк можно добраться по дороге на мыс Ангунци (Восточный, фр. Cap Est) на маршрутном такси или на горном велосипеде. В парке есть шесть кемпингов. Материалы для кемпинга можно арендовать в Маруанцетра. Главные тропы для посетителей находятся в Нуси-Мангабе, Тампулу/Амбудифураха (малаг. Ambodiforaha), Ангунци или возможен многодневный поход через полуостров. Кемпинги находятся в Нуси-Мангабе, Ангунци, Амбутулаидама (Ambatolaidama) и в каждом морском парке. Много деревень на полуострове предоставляют недорогие бунгало или простые гостиные. Анталаха и Маруанцетра предлагают широкие возможности для жилья, а также гидов и носильщиков для путешествия по полуострову. Все визиты в парк должны проходить с официальным гидом, одобренным парком. Детальная информация об организации путешествий доступна в Национальном парке или офисах гидов в Маруанцетра и Анталаха.
Это исключительно влажное место Мадагаскара. Самое сухое время в году продолжается с сентября по декабрь.
В июне 2007 года парк «Масуала» вошёл во Всемирное наследие ЮНЕСКО как часть кластера парков, которые представляют биологическое разнообразие восточной сельвы страны. Другие национальные парки, вошедшие в кластер, — «Марудзедзи», «Ранумафана», Захамена, Андухахела и Андрингитра.